# Comuna Lîmanî, Jovtnevîi
Lîmanî (în ucraineană Лимани) este o comună în raionul Jovtnevîi, regiunea Mîkolaiiv, Ucraina, formată din satele Lîmanî (reședința) și Lupareve.

## Demografie
Componența lingvistică a comunei Lîmanî
     Ucraineană (89,98%)
     Rusă (9,29%)
     Alte limbi (0,15%)
Conform recensământului din 2001, majoritatea populației comunei Lîmanî era vorbitoare de ucraineană (89,98%), existând în minoritate și vorbitori de rusă (9,29%).